# Sympodangia albatrossi
Sympodangia albatrossi är en korallart som beskrevs av Stephen D. Cairns och Zibrowius 1997. Sympodangia albatrossi ingår i släktet Sympodangia och familjen Caryophylliidae. Inga underarter finns listade i Catalogue of Life.